# Carl Bardenfleth
Jens Carl Bardenfleth (født 26. februar 1781 i Slagelse, død 24. september 1855 i Hillerød) var en dansk officer, bror til Frederik og Johan Frederik Bardenfleth.

## Uddannelse
Han var søn af generalløjtnant Johan Frederik Bardenfleth (1740-1811, gift 2. gang 1787 med Ingeborg Dorothea de Løvenørn, 1744-1814) og Sophie Magdalene de Løvenørn (1741-1786). Han indtrådte sammen med broderen som vice-frikorporal i faderens regiment, hvor han 1792 blev kornet à la suite og kom derpå til Fynske Dragoner, hvor han 1801 blev sekondløjtnant. Han var sammen med broderen på et treårigt ophold i Kiel, hvor han fra august 1802 til november 1805 studerede ved universitetet, samtidig med at han udviklede sine fortrinlige evner og anlæg for den militære tjeneste ved tillige at deltage i undervisningen i den af Ludvig Jacob Binzer ledede såkaldte Generalstabsskole. 

## Karriere
Som de to brødre således fulgtes ad fra begyndelsen af deres løbebane, således blev de ved senere gennem livet. Det er ganske ejendommeligt at se, hvorledes næsten enhver udnævnelse til en højere militær grad lige til generalmajor for begges vedkommende bogstavelig talt fandt sted på samme dag, den ældres lige foran den yngres. I retning af gunstbevisninger, overdragelse af specielle tillidshverv som og i indflydelse tog dog den yngre broder efterhånden forspringet. Udnævnt 1806 ligesom broderen til aide-generalkvartermester deltog Carl Bardenfleth, ansat i Johann Ewalds stab, dette efterår i begivenhederne ved Lübeck, hvor resterne af Blüchers korps tilintetgjordes, og hvori de danske grænsetropper for at værge neutraliteten indvikledes. Bardenfleth selv blev under affæren 6. november ved Stockelsdorf ilde tilredt af talrige hugsår. Han fik flere alvorlige hug i ansigt og baghoved og bar disse mærker resten af livet. Blandt venner fik han derfor tilnavnet "balafré", (den arrede). 1808 udnævntes han til ritmester og divisionskvartermester og attacheredes Bernadotte, da denne med sit fransk-spanske korps rykkede ind i Danmark. Efter at denne mission var endt, blev han ansat som kommandør for generalkommandostaben i Fyn og forblev her indtil 1813, da han, udnævnt til overkvartermester og året forud major, blev ansat som stabschef ved den bevægelige armédivision, der i juli med navn af Auxiliærkorps under befaling af Frederik af Hessen underlagdes marskal Louis-Nicolas Davout. I denne post lagde Bardenfleth stor dygtighed for dagen, blev for sit forhold i træfningen 18. september ved Zarenthin og Klein-Zachern Ridder af Dannebrog og bidrog væsentlig til, at det lykkedes det danske korps, da det efter Napoleons nederlag ved Leipzig til dels blev overladt til sig selv, med sværdet i hånden at bane sig vej gennem de omringende fjender, således for eksempel i træfningen ved Sehested 10. december, til fæstningen Rendsborg. Ankommen her fattede prinsen af Hessen den plan at gøre fæstningen til centralpunkt for nye bevægelser mod fjenden, således at den øvrige del af hæren rykkede til undsætning, men denne utvivlsomt rigtige militære tanke, hvori han støttedes af Bardenfleth, vandt ikke kongens bifald, idet Frederik VI meget mere ville have hæren samlet på Fyn, og der udspandt sig i den anledning en levende brevveksling mellem prinsen og kongen 28. december 1813 - 2. januar 1814. Prinsens breve, til dels konciperede og alle renskrevne af Bardenfleth og derfor almindelig kaldt de Bardenflethske Breve, var holdt i en djærv, men skarp og bitter tone; de bedrøvede kongen, på samme tid som de vakte hans misnøje, og foranledigede, at Bardenfleth blev fjernet fra prinsen som første rådgiver.

### Efter krigen
Efter fredslutningen 1814 blev Bardenfleth på ny kommandør for fynske generalkommandostab, hvor han, udnævnt 1823 til oberstløjtnant, 1832 til overadjudant i Generalstaben, forblev til sidstnævnte år, da han ansattes som oberst og chef for Livregiment lette Dragoner. 1826 blev han Dannebrogsmand. Han var repræsentant for rytteriet i den store militærkommission, der gjorde udkast til Arméplanen af 1842, men skal ikke her have formået at gøre sine anskuelser om våbenets organisation gældende. 1841 blev han generalmajor og næste år ansat som kommandant i Rendsborg. I denne stilling kunde det ikke undgås, at han med sin varme, patriotiske følelse måtte komme i strid med den mere og mere om sig gribende slesvig-holstenisme, som han uden personsanseelse af al magt bekæmpede, og i stedet for tilbørlig at støtte den for faren årvågne mand begik man den fejl med udgangen af året 1845 at fjerne ham fra den vigtige post, idet der samtidig meddeltes ham afsked som generalløjtnant. 1836 havde han erholdt Kommandørkorset, 1843 Storkorset af Dannebrog. Efter sin afskedigelse levede Bardenfleth i Hillerød, følgende også som privatmand med levende interesse de vigtige tildragelser, der snart efter påfulgte.
Bardenfleth blev gift 11. april 1811 med Elisabeth Charlotte von Schmidten (7. januar 1786 på Williamsborg - 11. februar 1865 i Hillerød), datter af Johan Friederich von Schmidten (1762-1830) til Williamsborg ved Horsens og Christine Elisabeth Harboe (1761-1846). Han døde 24. september 1855 og er begravet i Hillerød.
Han er gengivet i et xylografi af H.P. Hansen 1873.